# Dänische Heraldik
Die dänische Heraldik reiht sich  in die der nordischen Länder, wie Schweden, Norwegen und Finnland ein. So führt Dänemark, genau wie diese Staaten, in  seiner Landesflagge (Danebrog), das einfache Skandinavische Kreuz als gleiche Grundform. Die  verschiedenen  länderspezifischen Farbgebungen bilden den Unterschied.
Die dänische Heraldik lässt sich auf Siegeln bis ins 12. Jahrhundert zurückverfolgen.   Der Nachweis des Gebrauches des Wappens im ursprünglichen Sinne als Waffe, reicht auch in diese Zeit zurück. Die starke Beeinflussung durch die deutsche Heraldik hat keine dänische Eigenheit bis in die Neuzeit hervorgebracht. Die einfach gehaltenen Wappen  der Familien zeigen keinen Unterschied in Adel und Bürgertum. Ab dem 16. Jahrhundert treten gevierte Wappen häufiger auf.  Ursache war die Vereinfachung der bis dahin üblichen Führung mehrere Wappen innerhalb einer Adelsfamilie. In der Zeit des Absolutismus (17. Jahrhundert) werden die Wappen der Eltern, Großeltern oder Ehepaaren  erblich. Rangkronen und Wappenhelme als Kennzeichen und Rangunterschied des Adels treten jetzt auf. 
Viele neue Wappen haben die Seefahrt und die Fischerei als Motiv. Die alte Kommunalheraldik  spiegelte die in den Siegeln beliebten Bauwerke, wie Burg und Turm, wider. 